# Eusiroides yucatanensis
Eusiroides yucatanensis is een vlokreeftensoort uit de familie van de Pontogeneiidae. De wetenschappelijke naam van de soort is voor het eerst geldig gepubliceerd in 1980 door McKinney et al..